# 田辺稔 (医師)
田邉 稔（たなべ みのる）は、日本の外科医であり、肝胆膵外科を専門とする医師。東京医科歯科大学元教授で、2024年現在は柏市立柏病院の院長を務める[1]。

## 経歴
田邉は1985年、慶應義塾大学医学部を卒業。卒業後、同大学で肝胆膵・移植外科に所属し、専任講師や准教授を歴任した。その後、米国ピッツバーグ大学で肝移植技術を学び、帰国後に慶應義塾大学で肝移植手術の体制を整備した。2013年、東京医科歯科大学の肝胆膵外科学分野の教授に就任し、2017年には同大学病院の副病院長を兼任した。2024年4月より柏市立柏病院の院長に就任。

## 専門分野
肝臓、胆道、膵臓に関わる疾患、特にがん治療を専門とする。米国で学んだ肝移植技術を基に、国内における肝移植治療の普及に関与した。

## 最新技術の普及
ABO血液型不適合の生体肝移植において、新たな免疫抑制戦略を研究した。従来、血液型不適合の肝移植は強い拒絶反応のリスクが高く、成功が難しいとされていた。田辺は、リツキシマブの投与や門脈内への薬剤注入療法を用い、拒絶反応を抑制する技術を考案した。
山高篤行とともにロボット支援下胆道拡張症手術の普及に努め、2022年4月にこの手術が保険適用となった。

## 学術活動
2023年6月、第35回日本肝胆膵外科学会学術集会の会長を務めた。